# Divisione di Jalandhar
La divisione di Jalandhar è una divisione dello stato federato indiano del Punjab, di Nnn abitanti. Il suo capoluogo è Jalandhar.
La divisione di Jalandhar comprende i distretti di Amritsar, Gurdaspur, Hoshiarpur, Jalandhar, Kapurthala, Nawanshahr e Tarn Taran.